# Wieża Bismarcka w Mysłowicach
Wieża Bismarcka w Mysłowicach – nieistniejąca już wieża Bismarcka stojąca niedaleko Trójkąta Trzech Cesarzy na zboczu wzniesienia Słupecka Górka.

## Historia
Wieża powstała z inicjatywy władz powiatu katowickiego na 35-metrowym wzgórzu na prawym brzegu Przemszy. Do realizacji wybrano projekt Zmierzch Bogów autorstwa Wilhelma Kreisa nieznacznie zmieniony przez berlińskiego architekta Zillmanna. Wykonana ze specjalnie przygotowanych bloków kamiennych. Wykonanie robót zlecono A. Krawczykowi z Mysłowic. Kamień węgielny położono 8 maja 1907 roku. 20 października 1907 roku odbyło się uroczyste otwarcie wieży. Po plebiscycie na Śląsku wieżę nazwano Wieżą Powstańców, a później nadano jej imię Tadeusza Kościuszki. 21 sierpnia 1933, decyzją ówczesnego wojewody śląskiego Michała Grażyńskiego, wieża została zburzona, a kamień z jej rozbiórki wykorzystano do budowy schodów katowickiej katedry i kościoła pw. Matki Boskiej Bolesnej w Brzęczkowicach.

## Dane techniczne
- wysokość: 22 metry
- budulec i wykonanie: granity śląskie – granit strzegomski i granit szary, 12 mis ogniowych na szczycie
- koszt: 70 000 marek